# Алагоинья (Пернамбуку)
Алагоинья (порт. Alagoinha) — муниципалитет в Бразилии, входит в штат Пернамбуку. Составная часть мезорегиона Сельскохозяйственный район штата Пернамбуку. Входит в экономико-статистический микрорегион Вали-ду-Ипожука. Население составляет 13 454 человека на 2004 год. Занимает площадь 200,42 км².

## История
Город основан 31 декабря 1948 года.

## Статистика
- Валовой внутренний продукт на 2004 год составляет 31 450 000 реалов (данные: Бразильский институт географии и статистики).
- Индекс развития человеческого потенциала на 2000 год составляет 0,630 (данные: Программа развития ООН).